# دنيس باكارد
دنيس باكارد (بالإنجليزية: Dennis Packard)‏ هو لاعب هوكي الجليد كندي وأمريكي، ولد في 9 فبراير 1982 في سانت كاثرينز في كندا.

## وصلات خارجية
- دنيس باكارد على موقع دوري الهوكي الوطني (الإنجليزية)
- دنيس باكارد على موقع EliteProspects.com (الإنجليزية)
- دنيس باكارد على موقع HockeyDB.com (الإنجليزية)